# Droga wojewódzka 787
Die Droga wojewódzka 787 (DW 787) ist eine 20 Kilometer lange Droga wojewódzka (Woiwodschaftsstraße) in der polnischen Woiwodschaft Masowien, die Pionki mit Zwoleń verbindet. Die Strecke liegt im Powiat Radomski und im Powiat Zwoleński.

## Streckenverlauf
Woiwodschaft Masowien, Powiat Radomski
-  Pionki (DW 691, DW 737)
- Suskowola
- Sucha

Woiwodschaft Masowien, Powiat Zwoleński
- Niwki
-  Zwoleń (DK 12, DK 79)